# Haug (Nordland)
Pour les articles homonymes, voir Haug.
Haug est une localité du comté de Nordland, en Norvège.

## Géographie
Administrativement, Haug fait partie de la kommune de Vestvågøy.